# Gymnázium Brno, třída Kapitána Jaroše
Gymnázium Brno, třída Kapitána Jaroše 14 (lidově „Jaroška“) je spolu s olomouckým Slovanským gymnáziem nejstarším gymnáziem s českým vyučovacím jazykem na Moravě. Školu vystudovalo mnoho osobností, které se později výrazně prosadily ve svém oboru. Od osmdesátých let 20. století je známé především jako škola se zaměřením na matematiku.

## Důležitá data

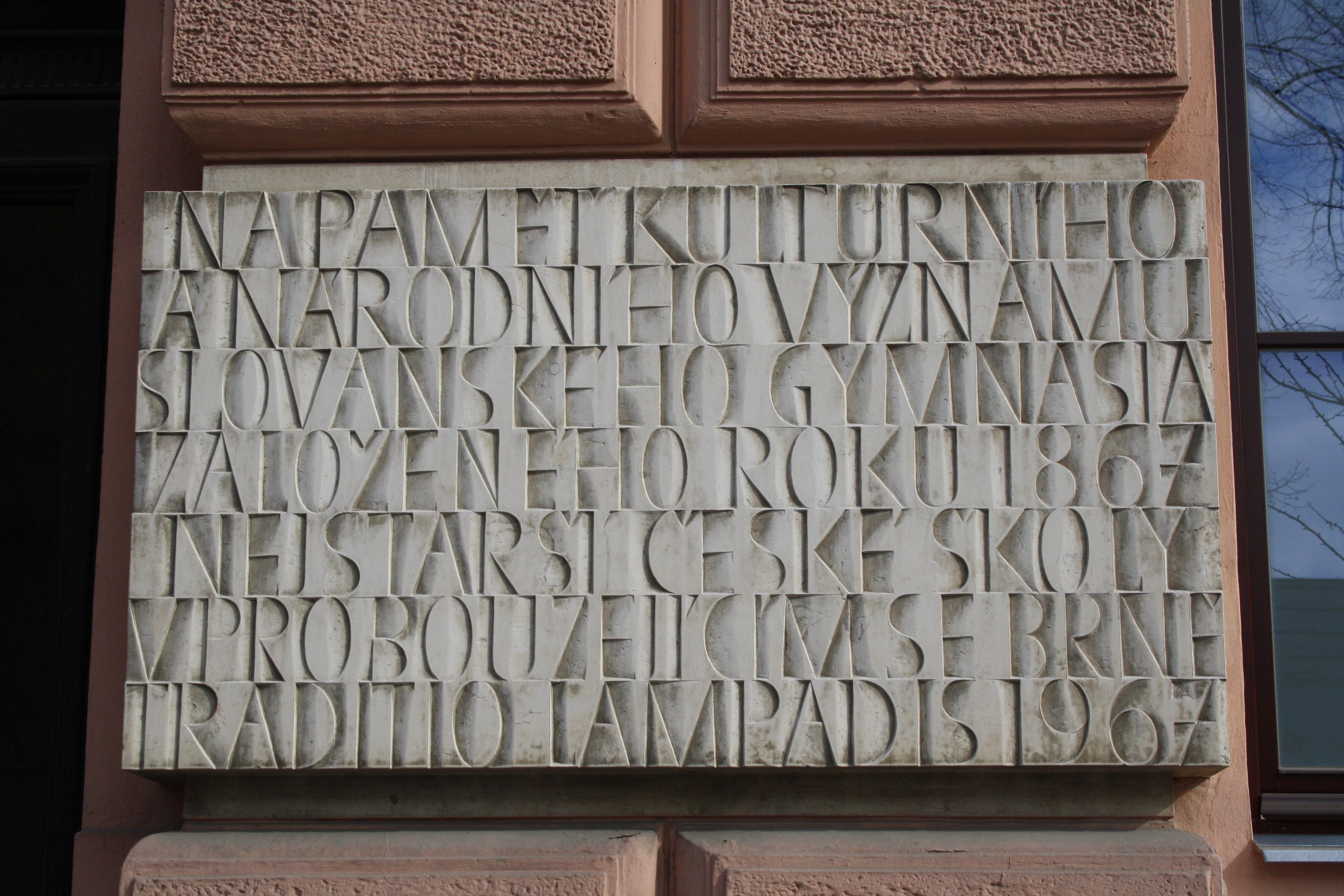
Plaketa k založení prvního gymnázia

- 1867 – v Brně bylo založeno nižší gymnázium s českým vyučovacím jazykem, v prvním školním roce bylo zapsáno přes 150 studentů[3]
- 1868 – nižší gymnázium bylo povýšeno na vyšší[4]
- během první i druhé světové války zde byla vojenská nemocnice
- 1961–1969 – přerušení činnosti gymnázia
- po znovuobnovení se škola zaměřuje na matematiku
- 1984 – začátek fungování specializovaných matematických tříd

### Budova

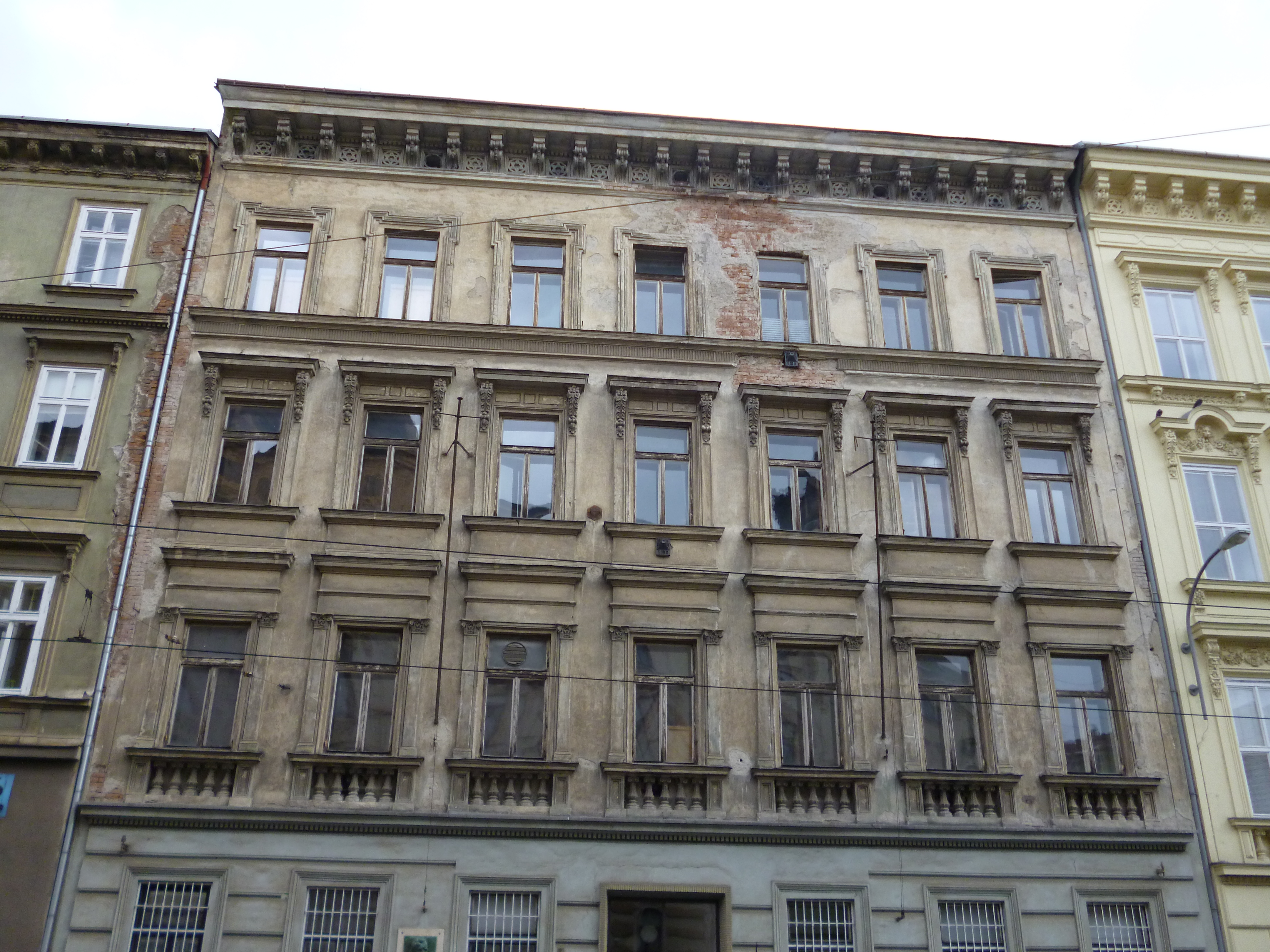
původní budova na ulici Rooseveltova

- 1867 – c.k. nižší slovanské gymnázium sídlilo v ulici Na Hradbách, nyní Rooseveltova 13
- 11. dubna 1883 – zahájení prací na neorenesanční budově, která je dodnes sídlem vyššího gymnázia
- 1936–1937 – přistavěno třetí (funkcionalistické) patro
- 1998 – nižšímu gymnáziu začala sloužit budova na ulici Příční 16/18 (vzniklá rekonstrukcí dvou měšťanských domů)

## Známí studenti, absolventi či profesoři

### Básníci, spisovatelé, novináři
- Petr Bezruč – básník (1885)
- Ivan Blatný – básník
- Lev Blatný – básník
- Karel Čapek – spisovatel (1905-1907)
- Karel Elgart-Sokol – učitel, spisovatel, kritik
- Jan Herben – spisovatel
- Bohumil Hrabal – spisovatel
- Čestmír Jeřábek – spisovatel
- Jiří Jobánek – spisovatel a učitel
- Jan Korec – pedagog a spisovatel
- Josef Kratochvil – filozof, spisovatel, pedagog
- Antonín Kratochvil – spisovatel, prezident exilového PEN klubu
- Pankrác Krkoška – novinář
- Josef Kudela – spisovatel a pedagog
- Milan Kundera – spisovatel (1948)
- Bořek Mezník – básník
- Vilém Mrštík – spisovatel (1876-1884)
- Milan Ohnisko – básník a publicista
- Jaroslav Radimský – soudce a spisovatel
- Zdeněk Rotrekl – básník
- František Jaroslav Rypáček – pedagog a spisovatel
- Hugo Sáňka – pedagog a spisovatel
- Ondřej Sekora – spisovatel
- Josef Suchý – básník
- Kateřina Tučková – spisovatelka (1999)
- Antonín Vašek – pedagog, novinář
- Lukáš Valášek – investigativní novinář

### Politici
- Pavel Blažek – politik a ministr spravedlnosti
- Hynek Bulín – právník a politik
- Jaroslav Jan Caha – moravskoslezský zemský prezident
- Ladislav Daněk – právník a politik
- Petr Fiala – politik, předseda vlády
- František Hodáč – politik a národohospodář
- František Hruban – právník a politik
- Stanislav Juránek – politik a hejtman
- Bedřich Kancnýř – právník a politik
- Jan Koloušek – politik a národohospodář
- Alois Konečný – politik, poslanec a senátor
- František Loubal – politik, předseda Moravskoslezského zemského národního výboru
- Bedřich Macků – starosta Brna v letech 1920–1925
- Luděk Niedermayer – politik a bývalý viceguvernér ČNB
- Alois Jaroslav Pražák – právník, odbojář
- Otakar Pražák – právník a politik
- Jan Stránský – novinář a politik
- Jaroslav Stránský – právník, politik a novinář
- Vladimír Vybral – právník a politik

### Vědci, lékaři
- Karel Absolon – speleolog (1897)
- František Autrata – filolog a spisovatel
- Jaroslav Bakeš – lékař
- František Bartoš – etnograf
- Leander Čech – buditel a literární kritik
- Eduard Formánek – botanik
- Josef Hladký – anglista, děkan Filozifické fakulty Masarykovy unverzity
- Radislav Hošek – filolog
- Dušan Jeřábek – literární historik a kritik
- Jaroslav Kallab – právník a rektor Masarykovy univerzity
- Bohumil Kladivo – geofyzik a astronom
- František Koláček – matematik a fyzik
- Robert Konečný – filozof a psycholog
- Vladimír Kyas – slavista a editor staročeské bible
- Jaroslav Mezník – historik
- Danuše Nerudová – ekonomka, emeritní rektorka Mendelovy Univerzity v Brně
- Hugo Václav Sáňka – speleolog
- Ferdinand Stiebitz – filolog, překladatel
- František Šujan – historik
- Richard Trýb – chirurg
- Růžena Vacková – historička umění
- Antonín Vašíček – fyzik
- Pavel Ventruba - specialista na reprodukční gynekologii a medicínu
- Libor Vykoupil - historik a vysokoškolský pedagog

### Sportovci
- Petr Bartes – fotbalista
- Pavel Blatný – šachista
- Mario Holek – fotbalista
- Jaroslav Jakub – fotbalista
- Jan Haluza – atlet, trenér Emila Zátopka
- Petr Kocman – fotbalista
- Radka Kovaříková – krasobruslařka
- Kateřina Mrázová – krasobruslařka, soudkyně
- Dagmar Pošvářová - basketbalistka
- Roman Široký – fotbalista
- Martin Špinar – fotbalista
- Václav Šafránek – tenista
- Libor Zelníček – fotbalista
- Tereza Honková – fotbalistka, futsalistka

### Církevní osobnosti
- Felix Maria Davídek – tajně vysvěcený biskup
- Václav Fišer – kněz a papežský kaplan
- Viktor Hájek – 4. synodní senior Českobratrské církve evangelické
- Miloslav Hájek – 6. synodní senior Českobratrské církve evangelické
- Ludvík Horký – administrátor brněnské diecéze v letech 1972–1990
- Alois Kolísek – kněz a politik
- Josef Kratochvíl – kapitulní vikář brněnské diecéze
- Jiří Krpálek – tajně vysvěcený biskup
- Josef Koukl – 18. biskup litoměřický
- Václav Klement – římskokatolický kněz, misionář
- Josef Kupka – 11. biskup brněnský
- Stanislav Krátký – tajně vysvěcený biskup
- Antonín Láník – kněz a skladatel
- Emanuel Masák – duchovní a spisovatel
- Augustin Alois Neumann – kněz a historik
- Tomáš Prnka – kněz, v letech 1973 až 2008 správce poutního místa Křtiny
- Karel Skoupý – 12. biskup brněnský
- Alois Slovák – kazatel
- Vladimír Šťastný – kněz a básník
- Arnošt Tvarůžek – duchovní a politik
- František Žilka – teolog a pedagog

### Další osobnosti
- Ludvík Hugo Belcredi – velkostatkář
- Richard Mořic Belcredi – velvyslanec
- Karel Boublík – architekt
- Calin – rapper a zpěvák
- Jakub Dvorský – tvůrce počítačových her
- Štěpán Doubrava - elektroinženýr, vynálezce a průmyslník
- Arnošt Goldflam – herec a režisér
- Cyril Metoděj Hrazdira – skladatel
- Jakub Hrůša – dirigent
- František Jelínek – skaut
- Zdeněk Jiran – architekt
- Josef Martínek – pedagog a skladatel
- Alfons Mucha – malíř (1877)
- Antonín Novák – architekt
- Jan Novák – skladatel
- Alois Piňos – skladatel
- Václav Royt – profesor historie a ředitel zdejšího gymnázia
- Bohumír Štědroň – klavírista
- František Trávníček - rektor Univerzity J. E. Purkyně v Brně
- Josef Zelený – malíř
- Jiří Zlatuška – rektor Masarykovy univerzity

## Jiné aktivity
- Od roku 2013 se v prostorách školy každoročně pořádá festival Whocon Brno, zaměřený přednášky, besedy, hry a soutěže na téma seriálu Doctor Who.[5]